# THRU WAYカード
THRU WAYカード（スルーウェイカード）は、阪神高速サービスが発行するETCカード付の提携クレジットカード。

## 概要
2005年8月に阪神高速道路公団と協力のもと、社団法人阪神有料道路サービス協会が発行。
2007年4月1日に管理等が現在の阪神高速サービスに移管。
阪神高速道路沿線の情報が受けられるサービスなどがあり、阪神高速道路利用者向けのカードといえる。
個人を対象としたクレジットカードのブランドはVISA、マスター、JCBの三種類が選べる。入会金・年会費は原則無料となっている。通常のクレジットカードとETC専用カードの2枚セットになっており、どちらかを単独で発行してもらうことはできない。
イオン銀行との提携カードかつ、親カードはイオンカード（WAON一体型）のため、イオンでのお客様感謝デーの割引が受けられる。
2011年7月31日で新規申込受付を停止したが、その後リニューアルされて2011年9月17日から募集を再開した。